# 1989年の鉄道
1989年の鉄道（1989ねんのてつどう）とは、1989年（昭和64年/平成元年）に起こった鉄道関係の出来事をまとめたページである。
1988年の鉄道 - 1989年の鉄道 - 1990年の鉄道

## 出来事の一覧

### 1月
- 1月26日
  - 帝都高速度交通営団
    - （延伸開業） 半蔵門線 半蔵門駅 - 三越前駅 (4.4km)
    - （新駅開業） 神保町駅（半蔵門線）

### 3月
- 3月11日
  - 西日本旅客鉄道
    - （新駅開業） 松井山手駅（片町線 大住駅 - 長尾駅間）
    - （新駅開業） 太秦駅（山陰本線 花園駅 - 嵯峨駅間）
    - （新駅開業） 玉手駅（和歌山線 御所駅 - 掖上駅間）
    - （電化） 片町線 木津駅 - 長尾駅 (18.6km・直流1500V)
    - （複線化） 片町線 松井山手駅 - 長尾駅

  - 九州旅客鉄道
    - （新駅開業） 諏訪駅（大村線 竹松駅 - 大村駅間）
    - （新駅開業） 九産大前駅（鹿児島本線 筑前新宮駅 - 香椎駅間）
    - （新駅開業） 春日駅（鹿児島本線 南福岡駅 - 大野城駅間）
    - （新駅開業） 都府楼南駅（鹿児島本線 水城駅 - 二日市駅間）
    - （新駅開業） 天拝山駅（鹿児島本線 二日市駅 - 原田駅間）
    - （新駅開業） 新入駅（筑豊本線 筑前植木駅 - 直方駅間）
    - （新駅開業） 浦田駅（筑豊本線 鯰田駅 - 新飯塚駅）
    - （新駅開業） 財光寺駅（日豊本線 日向市駅 - 南日向駅間）
    - （新駅開業） 加納駅（日豊本線 南宮崎駅 - 清武駅間）
    - （新駅開業） いこいの村駅（豊肥本線 阿蘇駅 - 宮地駅間）
    - （駅名改称） 大野城駅←白木原駅（鹿児島本線）

  - 真岡鐵道
    - （新駅開業） 北山駅（真岡線 西田井駅 - 益子駅間）
- 3月19日
  - 東京都交通局
    - （延伸開業） 新宿線 篠崎駅 - 本八幡駅 (2.8km)
    - （新駅開業） 本八幡駅（新宿線）
    - （駅名改称） 日本橋駅←江戸橋駅（浅草線）
- 3月25日
  - 横浜博覧会協会
    - （路線開業） 臨港線 日本丸駅 - 山下公園駅（山下臨港線廃線跡を再利用）
    - （新線開業） 横浜博線（YES'89線） 美術館駅 - シーサイドパーク駅 (0.5km)
    - （新駅開業） 日本丸駅、山下公園駅（臨港線）
    - （新駅開業） 美術館駅、シーサイドパーク駅（横浜博線(YES'89線)）

  - 樽見鉄道
    - （延伸開業） 神海駅 - 樽見駅 (10.9km)
    - （新駅開業） 高科駅、鍋原駅、日当駅、高尾駅、水鳥駅、樽見駅（樽見線）
- 3月29日
  - 東日本旅客鉄道
    - （路線廃止） 足尾線 桐生駅 - 足尾本山駅（わたらせ渓谷鐵道に転換）
    - （駅廃止） 相老駅、大間々駅、上神梅駅、水沼駅、花輪駅、小中駅、神土駅、沢入駅、原向駅、通洞駅、足尾駅、間藤駅、足尾本山駅

  - 日本貨物鉄道
    - （第二種鉄道事業廃止） 下新田信号場 - 足尾本山駅

  - わたらせ渓谷鐵道
    - （路線開業） わたらせ渓谷線 桐生駅 - 間藤駅 (44.1km)（東日本旅客鉄道から転換）
    - （駅開業） 桐生駅、相老駅、運動公園駅、大間々駅、上神梅駅、本宿駅、水沼駅、花輪駅、小中駅、神戸駅（神土駅から改称）、沢入駅、原向駅、通洞駅、足尾駅、間藤駅

  - 水島臨海鉄道
    - （新駅開業） 福井駅（水島本線 西富井駅 - 浦田駅間）

### 4月
- 4月1日
  - 秋田内陸縦貫鉄道
    - （延伸開業） 秋田内陸線 比立内駅 - 松葉駅 (29.0km)
    - （新駅開業） 西鷹巣駅、奥阿仁駅、阿仁マタギ駅、戸沢駅、上桧木内駅、左通駅、羽後中里駅（秋田内陸線）
    - （線名改称） 秋田内陸線←秋田内陸北線・秋田内陸南線

  - 秩父鉄道
    - （新駅開業） 桜沢駅（秩父本線 小前田駅 - 寄居駅間）

  - 富山地方鉄道
    - （駅名改称） 電鉄黒部駅←電鉄桜井駅（本線）

  - 紀州鉄道
    - （路線廃止） 紀州鉄道線 西御坊駅 - 日高川駅
    - （駅廃止） 日高川駅（紀州鉄道線）
- 4月2日
  - 京王帝都電鉄
    - （地下化） 京王八王子駅（京王線）
- 4月5日
  - 近江鉄道
    - （新駅開業） 水口松尾駅（本線 日野駅 - 水口駅間）
    - （新駅開業） 水口城南駅（本線 水口石橋駅 - 貴生川駅間）
- 4月28日
  - 九州旅客鉄道
    - （路線廃止） 高千穂線 延岡駅 - 高千穂駅（高千穂鉄道に転換）
    - （駅廃止） 西延岡駅、行縢駅、細見駅、日向岡元駅、吐合駅、曽木駅、川水流駅、上崎駅、早日渡駅、亀ヶ崎駅、槇峰駅、日向八戸駅、吾味駅、日之影温泉駅、影待駅、深角駅、天岩戸駅、高千穂駅

  - 高千穂鉄道
    - （路線開業） 高千穂線 延岡駅 - 高千穂駅 (50.0km)（九州旅客鉄道から転換）
    - （駅開業） 延岡駅、西延岡駅、行縢駅、細見駅、日向岡元駅、吐合駅、曽木駅、川水流駅、上崎駅、早日渡駅、亀ヶ崎駅、槇峰駅、日向八戸駅、吾味駅、日之影温泉駅、影待駅、深角駅、天岩戸駅、高千穂駅
- 4月30日
  - 北海道旅客鉄道
    - （路線廃止） 標津線 標茶駅 - 根室標津駅
    - （路線廃止） 標津線（支線） 中標津駅 - 厚床駅
    - （駅廃止） 多和駅、泉川駅、光進駅、西春別駅、上春別駅、計根別駅、開栄駅、当幌駅、中標津駅、上武佐駅、川北駅、根室標津駅（標津線）
    - （駅廃止） 中標津駅、協和駅、春別駅、平糸駅、別海駅、奥行臼駅（標津線支線）

### 5月
- 5月1日
  - 北海道旅客鉄道
    - （路線廃止） 天北線 音威子府駅 - 南稚内駅
    - （駅廃止） (臨)上音威子府駅、小頓別駅、上頓別駅、恵野駅、敏音知駅、周磨駅、松音知駅、上駒駅、中頓別駅、寿駅、新弥生駅、下頓別駅、常盤駅、浜頓別駅、山軽駅、安別駅、飛行場前駅、浅茅野駅、猿払駅、芦野駅、鬼志別駅、小石駅、曲淵駅、沼川駅、樺岡駅、恵北駅、声問駅、宇遠内駅（天北線）
    - （路線廃止） 名寄本線 名寄駅 - 遠軽駅
    - （路線廃止） 名寄本線（湧別支線）中湧別駅 - 湧別駅
    - （駅廃止） 中名寄駅、上名寄駅、矢文駅、岐阜橋駅、下川駅、二ノ橋駅、幸成駅、一ノ橋駅、上興部駅、西興部駅、六興駅、中興部駅、班渓駅、宇津駅、北興駅、興部駅、旭ヶ丘駅、豊野駅、沙留駅、富丘駅、渚滑駅、潮見町駅、紋別駅、元紋別駅、一本松駅、小向駅、弘道駅、沼ノ上駅、旭駅、川西駅、中湧別駅、北湧駅、上湧別駅、共進駅、開盛駅、北遠軽駅（名寄本線）
    - （駅廃止） 中湧別駅、四号線駅、湧別駅（名寄本線湧別支線）

### 6月
- 6月4日
  - 北海道旅客鉄道
    - （路線廃止） 池北線 池田駅 - 北見駅（北海道ちほく高原鉄道に転換）
    - （駅廃止） 様舞駅、高島駅、大森駅、勇足駅、南本別駅、本別駅、仙美里駅、足寄駅、愛冠駅、西一線駅、塩幌駅、上利別駅、笹森駅、大誉地駅、薫別駅、陸別駅、分線駅、川上駅、小利別駅、置戸駅、豊住駅、境野駅、西訓子府駅、西富駅、訓子府駅、穂波駅、日ノ出駅、広郷駅、上常呂駅、北光社駅

  - 北海道ちほく高原鉄道
    - （路線開業） ふるさと銀河線 池田駅 - 北見駅 (140.0km)（北海道旅客鉄道から転換）
    - （駅開業） 池田駅、様舞駅、高島駅、大森駅、勇足駅、、南本別駅、本別駅、仙美里駅、足寄駅、愛冠駅、西一線駅、塩幌駅、上利別駅、笹森駅、大誉地駅、薫別駅、陸別駅、分線駅、川上駅、小利別駅、置戸駅、豊住駅、境野駅、西訓子府駅、西富駅、訓子府駅、穂波駅、日ノ出駅、広郷駅、上常呂駅、北光社駅、北見駅（ふるさと銀河線）

### 7月
- 7月5日
  - 横浜新都市交通（現・横浜シーサイドライン）
    - （新線開業） 金沢シーサイドライン 新杉田駅 - 金沢八景駅 (10.6km)
    - （新駅開業） 新杉田駅、南部市場駅、鳥浜駅、並木北駅、並木中央駅、幸浦駅、産業振興センター駅、福浦駅、市大医学部駅、八景島駅、海の公園柴口駅、海の公園南口駅、野島公園駅、金沢八景駅（金沢シーサイドライン）
- 7月9日
  - 東海旅客鉄道
    - （接続駅開業） 金山駅（東海道本線 熱田駅 - 名古屋駅間）

  - 名古屋鉄道
    - （駅名改称） 市民公園前駅←岐阜大学前駅（各務原線）
    - （駅名改称） 金山駅←金山橋駅（名古屋本線）
- 7月10日
  - 豊橋鉄道
    - （新駅開業） 神戸駅（渥美線 豊島駅 - 三河田原駅間）
- 7月14日
  - タイ国有鉄道
    - （延伸開業） 東本線 チャチューンサオ駅 - サッタヒープ駅間 (134.51km)
- 7月16日
  - 東海旅客鉄道
    - （新駅開業） (臨)池の浦シーサイド駅（参宮線 松下駅 - 鳥羽駅間）
- 7月23日
  - 北海道旅客鉄道
    - （新駅開業） (臨)浜中海水浴場駅（留萠本線 瀬越駅 - 礼受駅間）

### 8月
- 8月1日
  - 日本貨物鉄道
    - （路線廃止） 根室本線（貨物支線） 釧路駅 - 浜釧路駅
    - （駅廃止） 浜釧路駅（根室本線(貨物支線)）
- 8月3日
  - 九州旅客鉄道
    - （第二種鉄道事業開業） 鹿児島本線（博多臨港線） 香椎駅 - 博多港駅
    - （新駅開業） (臨)福岡ボート前駅（鹿児島本線(博多臨港線) 博多港駅構内）
- 8月9日
  - 北海道旅客鉄道
    - （新駅開業） (臨)フイハップ浜駅（日高本線 汐見駅 - 富川駅間）
- 8月10日
  - 九州旅客鉄道
    - （第二種鉄道事業廃止） 鹿児島本線（博多臨港線） 香椎駅 - 博多港駅
    - （駅廃止） (臨)福岡ボート前駅（鹿児島本線(博多臨港線)）
- 8月11日
  - 西日本旅客鉄道
    - （新駅開業） 中野東駅（山陽本線 瀬野駅 - 安芸中野駅間）
    - （新駅開業） 阿品駅（山陽本線 宮内串戸駅 - 宮島口駅間）
- 8月27日
  - 横浜市交通局
    - （本開業） 戸塚駅（1号線）

### 9月
- 9月10日
  - 名古屋市交通局
    - （新線開業） 桜通線 中村区役所駅（現・太閤通駅） - 今池駅 (6.3km)
    - （新駅開業） 中村区役所駅、国際センター駅、久屋大通駅、高岳駅、車道駅（桜通線）
    - （新駅開業） 久屋大通駅（名城線 市役所駅（現・名古屋城駅） - 栄駅間）
- 9月21日
  - 叡山電鉄
    - （新駅開業） 京都精華大前駅（鞍馬線 木野駅 - 二軒茶屋駅間）

### 10月
- 10月1日
  - 九州旅客鉄道
    - （路線廃止） 伊田線 直方駅 - 田川伊田駅（平成筑豊鉄道に転換）
    - （路線廃止） 糸田線 金田駅 - 田川後藤寺駅（平成筑豊鉄道に転換）
    - （路線廃止） 田川線 行橋駅 - 田川伊田駅（平成筑豊鉄道に転換）
    - （路線廃止） 湯前線 人吉駅 - 湯前駅（くま川鉄道に転換）
    - （駅廃止） 中泉駅、赤池駅、金田駅、糒駅、田川伊田駅（伊田線）
    - （駅廃止） 金田駅、豊前大熊駅、糸田駅（糸田線）
    - （駅廃止） 豊津駅、犀川駅、崎山駅、油須原駅、勾金駅（田川線）
    - （駅廃止） 東人吉駅、川村駅、肥後西村駅、一武駅、木上駅、免田駅、東免田駅、多良木駅、東多良木駅、湯前駅（湯前線）
    - （信号場廃止） 内田信号場（田川線）

  - 日本貨物鉄道
    - （第二種鉄道事業開業） 北上線 北上駅 - 横手駅 (61.1km)
    - （第二種鉄道事業廃止） 伊田線 直方駅 - 田川伊田駅
    - （第二種鉄道事業廃止） 田川線 行橋駅 - 勾金駅

  - （改組） 小坂製錬←同和鉱業（小坂製錬分社化のため）
  - 福井鉄道
    - （駅開業） 花堂南駅（福武線 江端駅 - 花堂駅間）

  - くま川鉄道
    - （路線開業） 湯前線 人吉駅 - 湯前駅 (24.8km)（九州旅客鉄道から転換）
    - （駅開業） 人吉駅、相良藩願成寺駅（東人吉駅から改称）、川村駅、肥後西村駅、一武駅、木上駅、おかどめ幸福駅、免田駅、東免田駅、公立病院前駅、多良木駅、東多良木駅、新鶴羽駅、湯前駅（湯前線）

  - 平成筑豊鉄道
    - （路線開業） 伊田線 直方駅 - 田川伊田駅 (16.1km)（九州旅客鉄道から転換）
    - （路線開業） 糸田線 金田駅 - 田川後藤寺駅 (6.8km)（九州旅客鉄道から転換）
    - （路線開業） 田川線 行橋駅 - 田川伊田駅 (26.3km)（九州旅客鉄道から転換）
    - （駅開業） 直方駅、中泉駅、赤池駅、金田駅、糒駅、田川伊田駅（伊田線）
    - （駅開業） 金田駅、豊前大熊駅、糸田駅、田川後藤寺駅（糸田線）
    - （駅開業） 行橋駅、豊津駅、犀川駅、崎山駅、油須原駅、勾金駅、田川伊田駅（田川線）
- 10月2日
  - 横浜博覧会協会
    - （路線廃止） 臨港線 日本丸駅 - 山下公園駅
    - （路線廃止） 横浜博線（YES'89線） 美術館駅 - シーサイドパーク駅
    - （駅廃止） 日本丸駅、山下公園駅（臨港線）
    - （駅廃止） 美術館駅、シーサイドパーク駅（横浜博線(YES'89線)）
- 10月5日
  - 京阪電気鉄道
    - （新線開業） 鴨東線 三条駅 - 出町柳駅 (2.3km)
    - （新駅開業） 丸太町駅、出町柳駅（鴨東線）
- 10月20日
  - 西日本旅客鉄道
    - （ワンマン運転開始） 阪和線（羽衣線） 鳳駅 - 東羽衣駅
- 10月29日
  - 由利高原鉄道
    - （新駅開業） 曲沢駅（鳥海山ろく線 黒沢駅 - 前郷駅間）
    - （新駅開業） 吉沢駅（鳥海山ろく線 西滝沢駅 - 川辺駅間）

### 11月
- 11月4日
  - SMRTトレインズ
    - （延伸開業） MRT東西線 タナ・メラ駅 - シティホール駅
    - （新駅開業） タナ・メラ駅、ベドック駅、ケンバンガン駅、ユーノス駅、パヤ・レバー駅、アルジュニード駅、カラン駅、ラベンダー駅、ブギス駅
- 11月11日
  - 西日本旅客鉄道
    - （新駅開業） 東部市場前駅（関西本線 平野駅 - 天王寺駅間）
- 11月18日
  - 九州旅客鉄道
    - （新駅開業） (臨)バルーンさが駅（長崎本線 鍋島駅 - 久保田駅間）

### 12月
- 12月1日
  - 日本貨物鉄道
    - （路線休止）日豊本線貨物支線（細島線） 日向市駅 - 細島駅
    - （駅休止） 細島駅（日豊本線貨物支線）
- 12月14日
  - 西武鉄道
    - （複線化） 新宿線 新狭山駅 - 南大塚駅
- 12月16日
  - 山形鉄道
    - （新駅開業） 白兎駅（フラワー長井線 羽前成田駅 - 蚕桑駅間）

  - SMRTトレインズ
    - （延伸開業） MRT東西線 パシール・リス駅 - タナ・メラ駅
    - （新駅開業） パシール・リス駅、タンピネス駅、シメイ駅
- 12月23日
  - 九州旅客鉄道
    - （路線廃止） 宮田線 勝野駅 - 筑前宮田駅
    - （駅廃止） 磯光駅、筑前宮田駅（宮田線）

## 主なダイヤ改正

### 1月
- 1月26日
  - 東京急行電鉄
    - 田園都市線に土曜ダイヤを設定。

### 3月
- 3月11日
  - 北海道旅客鉄道・東日本旅客鉄道
    - 臨時寝台特急「エルム」運行開始。

  - 東海旅客鉄道・西日本旅客鉄道
    - 東海道・山陽新幹線で「グランドひかり」運行開始。

  - 名古屋鉄道

### 4月
- 4月1日
  - 秋田内陸縦貫鉄道
    - 急行「もりよし」運行開始。

  - 西武鉄道・秩父鉄道
    - 直通運転開始。

### 5月
- 5月1日
  - 北海道旅客鉄道
    - 天北線廃止に伴い急行「天北」を宗谷本線経由に変更、急行「宗谷」に統合。

### 7月
- 7月15日
  - 名古屋鉄道
- 7月21日
  - 北海道旅客鉄道・東日本旅客鉄道・西日本旅客鉄道
    - 団体専用列車として寝台特急「トワイライトエクスプレス」運行開始。

### 9月
- 9月27日
  - 京阪電気鉄道

### 12月
- 12月2日
  - 北海道旅客鉄道・東日本旅客鉄道・西日本旅客鉄道
    - トワイライトエクスプレスを団体専用列車から臨時列車に変更。

## 災害・不通・事故・事件など
- 4月13日
  - 東海旅客鉄道
    - （事故） 飯田線 北殿駅で列車衝突事故発生。（飯田線北殿駅列車正面衝突事故）
- 8月27日
  - 西日本旅客鉄道
    - （事故） 阪和線 天王寺駅で同駅終着の快速列車が車止めに衝突。
- 10月24日
  - 東日本旅客鉄道
    - （事故） 常磐線 磯原駅 - 大津港駅間下り線で、貨物列車が夜間保線工事のため線路を取り外された区間に進入し、脱線・転覆。（常磐線磯原～大津港間列車脱線事故）

## 鉄道車両

### 運転開始・運転終了・さよなら運転
- 3月11日
  - 東日本旅客鉄道
    - （運転開始） 205系0番台（南武線 川崎駅 - 立川駅）
- 7月1日
  - 東日本旅客鉄道
    - （運転開始） 205系0番台（埼京線・川越線 新宿駅 - 大宮駅 - 川越駅）
- 8月1日
  - 東日本旅客鉄道
    - （運転開始） 205系0番台（中央・総武緩行線 千葉駅 - 御茶ノ水駅 - 三鷹駅）
- 10月27日
  - 東日本旅客鉄道
    - （運転開始） 205系0番台（京浜東北線・根岸線 大宮駅 - 横浜駅 - 大船駅）

### 新系列・新形式
- 東日本旅客鉄道
  - 719系電車
- 東海旅客鉄道
  - 311系電車
  - キハ85系気動車
- 西日本旅客鉄道
  - 211系電車 スーパーサルーン「ゆめじ」
  - 221系電車
- 四国旅客鉄道
  - 2000系気動車「TSE」（試作車）
- 九州旅客鉄道
  - 811系電車
  - キハ71系気動車〔ゆふいんの森〕
- 日本貨物鉄道
  - クキ900形貨車
  - クム1000形貨車
  - クム1001形貨車
  - コキ102形貨車
  - コキ103形貨車
  - コキ104形貨車
  - チキ100形貨車
  - チキ1000形貨車
- 秋田内陸縦貫鉄道
  - AN-8900形気動車
- 阪急電鉄
  - 8300系電車
- くま川鉄道
  - KT-100形気動車
- 鹿児島市交通局
  - 2100形電車

### 譲渡形式
- 上毛電気鉄道←東武鉄道
  - 300型電車
- 伊豆箱根鉄道←西武鉄道
  - 1100系電車

### 消滅形式
- 日本貨物鉄道
  - タキ18810形貨車
  - タキ21800形貨車
  - タキ24400形貨車
  - タキ42200形貨車
  - ホキ5900形貨車
  - ホキ6600形貨車
  - ホキ7300形貨車
- 西武鉄道
  - 501系電車 (3代)
- 鹿児島市交通局
  - 460形電車

### 受賞
- ブルーリボン賞：近畿日本鉄道21000系電車
- ローレル賞：九州旅客鉄道783系電車
- エバーグリーン賞：北海道旅客鉄道C62形3号機

## その他
- 阪神8000系のうち、8223 - 8023 - 8123の3両は昭和最後の日となった1月7日付で竣工しており、珍しい「昭和64年」製の車両となっている。